# Biała Piska (gromada)
Biała Piska – dawna gromada, czyli najmniejsza jednostka podziału terytorialnego Polskiej Rzeczypospolitej Ludowej w latach 1954–1972.
Gromady, z gromadzkimi radami narodowymi (GRN) jako organami władzy najniższego stopnia na wsi, funkcjonowały od reformy reorganizującej administrację wiejską przeprowadzonej jesienią 1954 do momentu ich zniesienia z dniem 1 stycznia 1973, tym samym wypierając organizację gminną w latach 1954–1972.
Gromadę Biała Piska z siedzibą GRN w mieście Białej Piskiej (nie wchodzącym w jej skład) utworzono – jako jedną z 8759 gromad na obszarze Polski – w powiecie piskim w woj. olsztyńskim na mocy uchwały nr 24 WRN w Olsztynie z dnia 4 października 1954. W skład jednostki weszły obszary dotychczasowych gromad Bełcząc, Konopki, Kruszewo, Lisy, Oblewo i Szkody oraz miejscowości Komorowo i Kożuchy Małe z dotychczasowej gromady Kożuchy ze zniesionej gminy Biała Piska oraz obszar dotychczasowej gromady Sulimy ze zniesionej gminy Drygały w tymże powiecie. Dla gromady ustalono 11 członków gromadzkiej rady narodowej.
1 stycznia 1958 do gromady Biała Piska włączono obszar zniesionej gromady Orłowo w tymże powiecie.
1 stycznia 1960 do gromady Biała Piska włączono obszar zniesionej gromady Kożuchy w tymże powiecie.
31 grudnia 1967 z gromady Biała Piska wyłączono części obszarów PGL nadleśnictwo Pisz i PGL nadleśnictwo Drygały (razem 304 ha), włączając je do gromady Pisz, oraz część obszaru PGL nadleśnictwo Wilcze Bagno (55 ha), włączając ją do gromady Kumielsk – w tymże powiecie; do gromady Biała Piska włączono natomiast część obszaru PGR Dąbrówka Drygalska (108 ha) z gromady Drygały, część obszaru PGL nadleśnictwo Drygały (104 ha) z gromady Pisz oraz dwie części obszaru PGL nadleśnictwo Drygały (89 + 142 ha) z gromady Kumielsk w tymże powiecie.
22 grudnia 1971 do gromady Biała Piska włączono obszar zniesionej gromady Skarzyn w tymże powiecie.
1 stycznia 1972 do gromady Biała Piska włączono tereny o powierzchni 1.493 ha z miasta Biała Piska w tymże powiecie.
Gromada przetrwała do końca 1972 roku, czyli do kolejnej reformy gminnej. 1 stycznia 1973 w powiecie piskim reaktywowano gminę Biała Piska.